# Amai zeg wauw!
Amai zeg wauw! is een Belgisch praatprogramma op VRT 1, gepresenteerd door Otto-Jan Ham. Lara Chedraoui verzorgt de intakegesprekken, Senne Guns is de bandleider. Het eerste seizoen werd uitgezonden van 4 september tot en met 12 oktober 2023. Het tweede seizoen liep van 15 april tot en met 23 mei 2024. Het programma wordt elke week uitgezonden van maandag tot en met donderdag om 21u30. Elke aflevering draait rond een centrale gast. Amai zeg wauw! is de opvolger van Vandaag, gepresenteerd door Danira Boukhriss, dat op zijn einde liep in november 2020.
Muziek speelt een belangrijke rol in het programma. De huisband van het programma bestaat naast Chedraoui, Ham en Guns uit Robin Wille, Nils Tytgat, Nele Paelinck en Thomas Vanelslander. De titel is een verwijzing naar een uitspraak van zanger Eddy Wally, en werd voorgesteld door Bart Van Peer. Eerder presenteerde Ham al een ander praatprogramma van de VRT, De Ideale Wereld, dat ondertussen door Ella Leyers wordt gepresenteerd. Dit programma wordt afwisselend met Amai zeg wauw! uitgezonden om geen interne concurrentie te hebben.
Het programma kreeg doorgaans positieve reacties, onder andere in Humo, Het Nieuwsblad en De Morgen. Deze laatste nam Amai zeg wauw! op in hun lijst van tien beste televisieprogramma's van 2023. Het programma werd dat jaar bovendien genomineerd voor De HA! van Humo.

## Afleveringen
De afleveringen worden doorgaans door tussen de 300.000 en de 450.000 mensen bekeken. De aflevering met Robert Van Impe als centrale gast wist als enige meer dan een half miljoen kijkers te lokken. De minst bekeken aflevering was die met Siska Schoeters, met amper 222.639 kijkers.
| Aflevering | Datum             | Centrale gast                       | Kijkcijfer live+7 (positie) via het CIM |
| Seizoen 1  | Seizoen 1         | Seizoen 1                           | Seizoen 1                               |
| ---------- | ----------------- | ----------------------------------- | --------------------------------------- |
| 1          | 4 september 2023  | Robert Van Impe                     | 537.958 (8)                             |
| 2          | 5 september 2023  | Joris Hessels                       | 303.018 (13)                            |
| 3          | 6 september 2023  | Steven Van Herreweghe               | 281.131 (14)                            |
| 4          | 7 september 2023  | Sien Eggers & Frank Focketyn        | 353.700 (11)                            |
| 5          | 11 september 2023 | Rudi Vranckx                        | 391.322 (9)                             |
| 6          | 12 september 2023 | Peter Van de Veire                  | 262.805 (16)                            |
| 7          | 13 september 2023 | Gloria Monserez                     | 311.858 (15)                            |
| 8          | 14 september 2023 | Jonas Van Boxstael                  | 315.988 (12)                            |
| 9          | 18 september 2023 | Mathias Vergels                     | 382.859 (9)                             |
| 10         | 19 september 2023 | Jeroen Meus                         | 306.586 (15)                            |
| 11         | 20 september 2023 | Matteo Simoni                       | 237.366 (17)                            |
| 12         | 21 september 2023 | Véronique De Kock                   | 312.421 (12)                            |
| 13         | 25 september 2023 | Jacotte Brokken                     | 373.604 (10)                            |
| 14         | 26 september 2023 | Pommelien Thijs                     | 351.999 (12)                            |
| 15         | 27 september 2023 | Janne Desmet                        | 283.766 (14)                            |
| 16         | 28 september 2023 | Danira Boukhriss Terkessidis        | 300.068 (13)                            |
| 17         | 2 oktober 2023    | Wesley Sonck                        | 422.011 (10)                            |
| 18         | 3 oktober 2023    | Olivier Mitshell Locadia            | 272.700 (13)                            |
| 19         | 4 oktober 2023    | Jani Kazaltzis                      | 363.369 (10)                            |
| 20         | 5 oktober 2023    | Siska Schoeters                     | 222.639 (16)                            |
| 21         | 9 oktober 2023    | Sanne Putseys                       | 332.746 (13)                            |
| 22         | 10 oktober 2023   | Stef Caers                          | 294.282 (12)                            |
| 23         | 11 oktober 2023   | Robin Keyaert                       | 366.960 (10)                            |
| 24         | 12 oktober 2023   | Valère Lauwers                      | 326.569 (13)                            |
| Seizoen 2  |                   |                                     |                                         |
| 25         | 15 april 2024     | Fien Germijns                       | 409.797 (10)                            |
| 26         | 16 april 2024     | Peter Van den Begin                 | 414.840 (11)                            |
| 27         | 17 april 2024     | Julie Vanloo                        | 350.213 (14)                            |
| 28         | 18 april 2024     | Tijs Vanneste                       | 403.117 (11)                            |
| 29         | 22 april 2024     | Aster Nzeyimana                     | 357.588 (11)                            |
| 30         | 23 april 2024     | Lennert Coorevits & Janus Coorevits | 374.202 (10)                            |
| 31         | 24 april 2024     | Adrian Sack                         | 404.750 (10)                            |
| 32         | 25 april 2024     | Goedele Wachters                    | 413.297 (10)                            |
| 33         | 29 april 2024     | Erik Van Looy                       | 385.659 (10)                            |
| 34         | 30 april 2024     | Jade Mintjens                       | 372.428 (10)                            |
| 35         | 1 mei 2024        | Reginald Moreels                    | 428.020 (11)                            |
| 36         | 2 mei 2024        | Oshin Derieuw                       | 325.900 (12)                            |
| 37         | 6 mei 2024        | Laura Tesoro                        | 404.669 (10)                            |
| 38         | 8 mei 2024        | Pedro Elias                         | 307.744 (12)                            |
| 39         | 13 mei 2024       | Bart Cannaerts                      | 337.355 (12)                            |
| 40         | 14 mei 2024       | Charlotte De Bruyne                 | 346.817 (11)                            |
| 41         | 15 mei 2024       | Pascale Platel                      | 425.505 (11)                            |
| 42         | 16 mei 2024       | Merel Baldé                         | 328.450 (12)                            |
| 43         | 20 mei 2024       | Loena Hendrickx                     | 386.041 (10)                            |
| 44         | 21 mei 2024       | Francisco Schuster                  | 325.761 (11)                            |
| 45         | 22 mei 2024       | Jaouad Alloul                       | 319.655 (14)                            |
| 46         | 23 mei 2024       | Tine Embrechts                      | 406.988 (11)                            |